# Fusionstraktaten
Fusionstraktaten (eller Bruxelles-traktaten) var en europæisk traktat som fusionerede den udøvende magt fra det Europæiske Kul- og Stålfællesskab (EKSF) med de fra Euratom og det Europæiske Økonomiske Fællesskab, således at disse organisationer havde en samlet institutionel struktur.
Traktaten blev underskrevet i Bruxelles d. 8. april 1965 og trådte i kraft d. 1. juli 1967. Den bestemte, at EØF-kommissionen og EØF-rådet skulle erstatte kommissionen og rådet for Euratom samt den Høje Myndighed og rådet for EKSF. Selvom begge fællesskaber forblev juridisk uafhængige, havde disse fælles institutioner (forud for denne traktat delte de allerede en parlamentarisk forsamling og en domstol) og var tilsammen kendt som de Europæiske Fællesskaber. Denne traktat er hos nogle regnet som den reelle begyndelse på det moderne EU.

## Tidslinje
| Underskrevet Ikrafttrædelse Dokument | 1948 Bruxelles-traktaten                      | 1951 1952 Paris-traktaten      | 1954 1955 Ændrede Bruxellestraktat           | 1957 1958 Rom-traktaterne                    | 1965 1967 Fusionstraktaten                   | 1975 - Rådsmødekonklusioner                  | 1985 Schengen-traktaten                      | 1986 1987 EF-pakken                          | 1992 1993 Maastricht-traktaten               | 1992 1993 Maastricht-traktaten | 1997 1999 Amsterdam-traktaten | 2001 2003 Nice-traktaten  | 2007 2009 Lissabon-traktaten | 2007 2009 Lissabon-traktaten |  |
|                                      |                                               |                                |                                              |                                              |                                              |                                              |                                              |                                              |                                              |                                |                               |                           |                              |                              |  |
| Den Europæiske Unions tre søjler:    |                                               |                                |                                              |                                              |                                              |                                              |                                              |                                              |                                              |                                |                               |                           |                              |                              |  |
| Europæiske Fællesskaber:             |                                               |                                |                                              |                                              |                                              |                                              |                                              |                                              |                                              |                                |                               |                           |                              |                              |  |
|                                      | Det Europæiske Atomenergifællesskab (EURATOM) |                                |                                              |                                              |                                              |                                              |                                              |                                              |                                              |                                |                               |                           |                              |                              |  |
|                                      |                                               |                                | Det Europæiske Kul- og Stålfællesskab (EKSF) | Det Europæiske Kul- og Stålfællesskab (EKSF) | Det Europæiske Kul- og Stålfællesskab (EKSF) | Det Europæiske Kul- og Stålfællesskab (EKSF) | Traktaten ophørte i 2002                     | Traktaten ophørte i 2002                     | Traktaten ophørte i 2002                     |                                | Den Europæiske Union (EU)     | Den Europæiske Union (EU) |                              |                              |  |
|                                      |                                               |                                | Det Europæiske Økonomiske Fællesskab (EØF)   |                                              |                                              |                                              |                                              |                                              |                                              |                                | Den Europæiske Union (EU)     | Den Europæiske Union (EU) |                              |                              |  |
|                                      |                                               |                                |                                              | Schengen-samarbejdet                         |                                              |                                              | Det Europæiske Fællesskab (EF)               | Det Europæiske Fællesskab (EF)               |                                              |                                | Den Europæiske Union (EU)     | Den Europæiske Union (EU) |                              |                              |  |
|                                      |                                               | TREVI                          | TREVI                                        | TREVI                                        | Retlige og indre anliggender (RIA)           |                                              | Det Europæiske Fællesskab (EF)               | Det Europæiske Fællesskab (EF)               |                                              |                                | Den Europæiske Union (EU)     | Den Europæiske Union (EU) |                              |                              |  |
|                                      | Politi- og strafferetligt samarbejde (PSS)    | TREVI                          | TREVI                                        | TREVI                                        | Retlige og indre anliggender (RIA)           |                                              |                                              |                                              |                                              |                                | Den Europæiske Union (EU)     | Den Europæiske Union (EU) |                              |                              |  |
|                                      |                                               |                                |                                              |                                              | Europæiske Politiske Samarbejde (EPS)        | Fælles udenrigs- og sikkerhedspolitik (FUSP) | Fælles udenrigs- og sikkerhedspolitik (FUSP) | Fælles udenrigs- og sikkerhedspolitik (FUSP) | Fælles udenrigs- og sikkerhedspolitik (FUSP) |                                | Den Europæiske Union (EU)     | Den Europæiske Union (EU) |                              |                              |  |
| Vestunionen (WU)                     | Vestunionen (WU)                              | Den Vesteuropæiske Union (WEU) | Den Vesteuropæiske Union (WEU)               | Den Vesteuropæiske Union (WEU)               | Den Vesteuropæiske Union (WEU)               | Den Vesteuropæiske Union (WEU)               | Den Vesteuropæiske Union (WEU)               |                                              |                                              |                                |                               | Den Europæiske Union (EU) |                              |                              |  |
| Vestunionen (WU)                     | Vestunionen (WU)                              | Den Vesteuropæiske Union (WEU) | Den Vesteuropæiske Union (WEU)               | Den Vesteuropæiske Union (WEU)               | Den Vesteuropæiske Union (WEU)               | Den Vesteuropæiske Union (WEU)               | Den Vesteuropæiske Union (WEU)               | Traktaten ophørte i 2011                     |                                              |                                |                               |                           |                              |                              |  |
|                                      |                                               |                                |                                              |                                              |                                              |                                              |                                              |                                              |                                              |                                |                               | v d r                     |                              |                              |  |

| EU | Spire Denne artikel om EU er en spire som bør udbygges. Du er velkommen til at hjælpe Wikipedia ved at udvide den. |